# Bihastina
Bihastina là một chi bướm đêm thuộc họ Geometridae.